# 아톱포카라 트리볼비스
아톱포카라 트리볼비스(Atopochara trivolvis)는 차축조목에 속하는 윤조식물의 일종이다. 아톱포카라과(Atopocharaceae)와 아톱포카라속(Atopochara)의 유일종이다. 현존하는 개체가 발견되지 않는 화석종이다. 헝가리에서 백악기 전기 압트절 화석으로 발견되었다.